# C-563
La C-563 (Comarcal C-563), és una carretera de la Xarxa de Carreteres del Pirineu, situada a la comarca de l'Alt Urgell i el Berguedà que comunica les poblacions de Tuixent i Gósol i enllaça la comarca de l'Alt Urgell i la comarca del Berguedà.
Segueix el nou sistema de codificació de les carreteres catalanes; la C que n'encapçala el nom no correspon a les antigues carreteres denominades comarcals.
L'any 2009, la Generalitat de Catalunya, va emprendre unes obres per tal de millorar els accesos a Josa de Cadí.

## Recorregut
| Tipus de Sortida | Direcció de la sortida                  | Carretera que hi enllaça | Qm | Comarca    |
| ---------------- | --------------------------------------- | ------------------------ | -- | ---------- |
| C-563            | Tuixent                                 | C-462                    | 0  | Alt Urgell |
|                  | Josa de Cadí                            |                          | -  | Alt Urgell |
|                  | Gósol                                   |                          | -  | Berguedà   |
|                  | Cambi de província (Lleida - Barcelona) | B-400                    | -  | Berguedà   |